# Lijst van Belgische adelsverheffingen 2021
Dit is een lijst van personen die in 2021 in de adel werden opgenomen en een titel verkregen.
Ter gelegenheid van de Nationale feestdag van België op 21 juli 2021 werden twaalf opnamen in de adel (allen persoonlijk en niet erfelijk), met toekenningen van persoonlijke titel, bekendgemaakt. 
De lijst werd meegedeeld door vicepremier en minister van Buitenlandse Zaken Sophie Wilmès, op wier voordracht de benoemingen bij koninklijk besluit (KB) van 15 juli 2021 zijn gebeurd.
De adelsverheffing bij KB is slechts virtueel. Om effectief te worden moeten de begunstigden een Open Brief ter ondertekening aan de koning en de minister voorleggen en de vereiste taks voldoen. De datum van deze ondertekening geldt als de datum waarop de opname in de adel en de toekenning van een titel ook werkelijk van kracht worden.
De volgende  gunsten werden verleend:

## Barones
- Vergunning van persoonlijke adeldom en de persoonlijke titel van barones aan:
  - Marie-Laure Coenraets
  - Anny Cooreman
  - Anne De Paepe
  - Ariane Dierickx
  - Marie-José Simoen
  - Micheline Volders

## Baron
- Vergunning van persoonlijke adeldom en de persoonlijke titel van baron aan:
  - Etienne Denoël
  - Derrick Gosselin
  - Yves Jongen
  - Rudi Pauwels
  - Jan Smets
  - Olivier Vanden Eynde